# Xenomyrmex floridanus
Xenomyrmex floridanus är en myrart som beskrevs av Carlo Emery 1895. Xenomyrmex floridanus ingår i släktet Xenomyrmex och familjen myror.

## Underarter
Arten delas in i följande underarter:
- X. f. floridanus
- X. f. skwarrae

## Bildgalleri

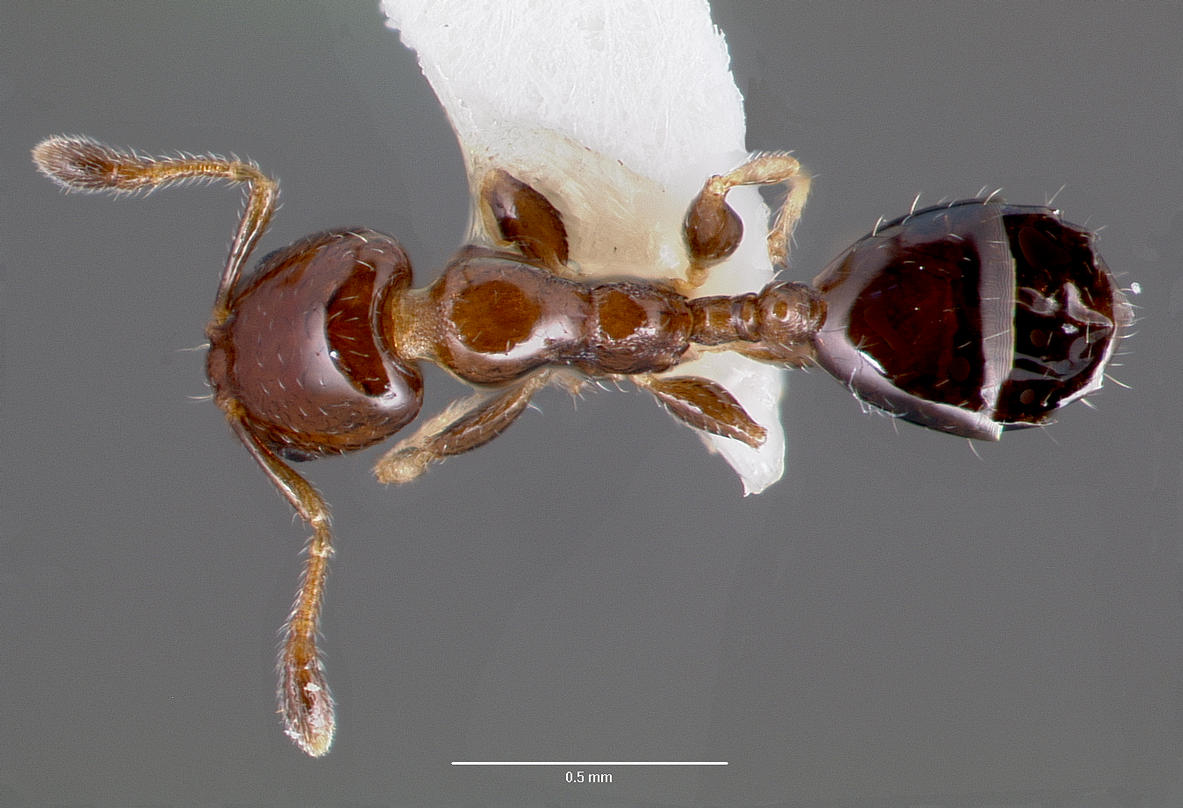
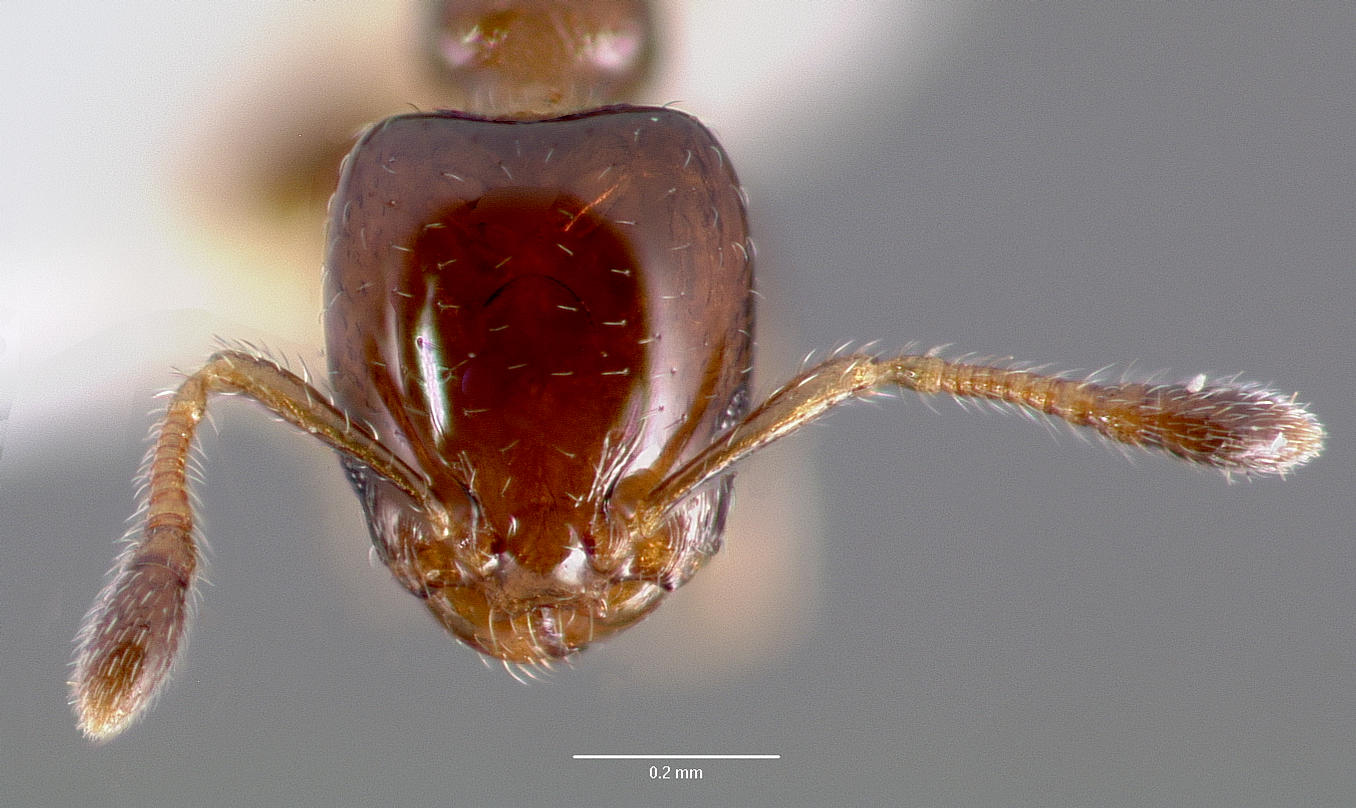
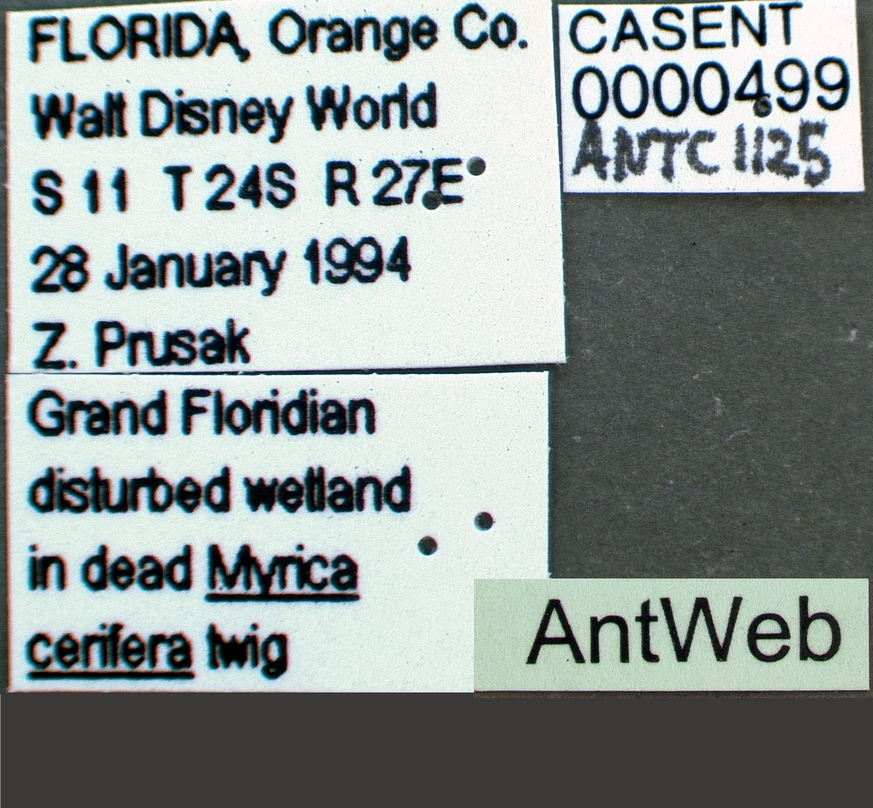
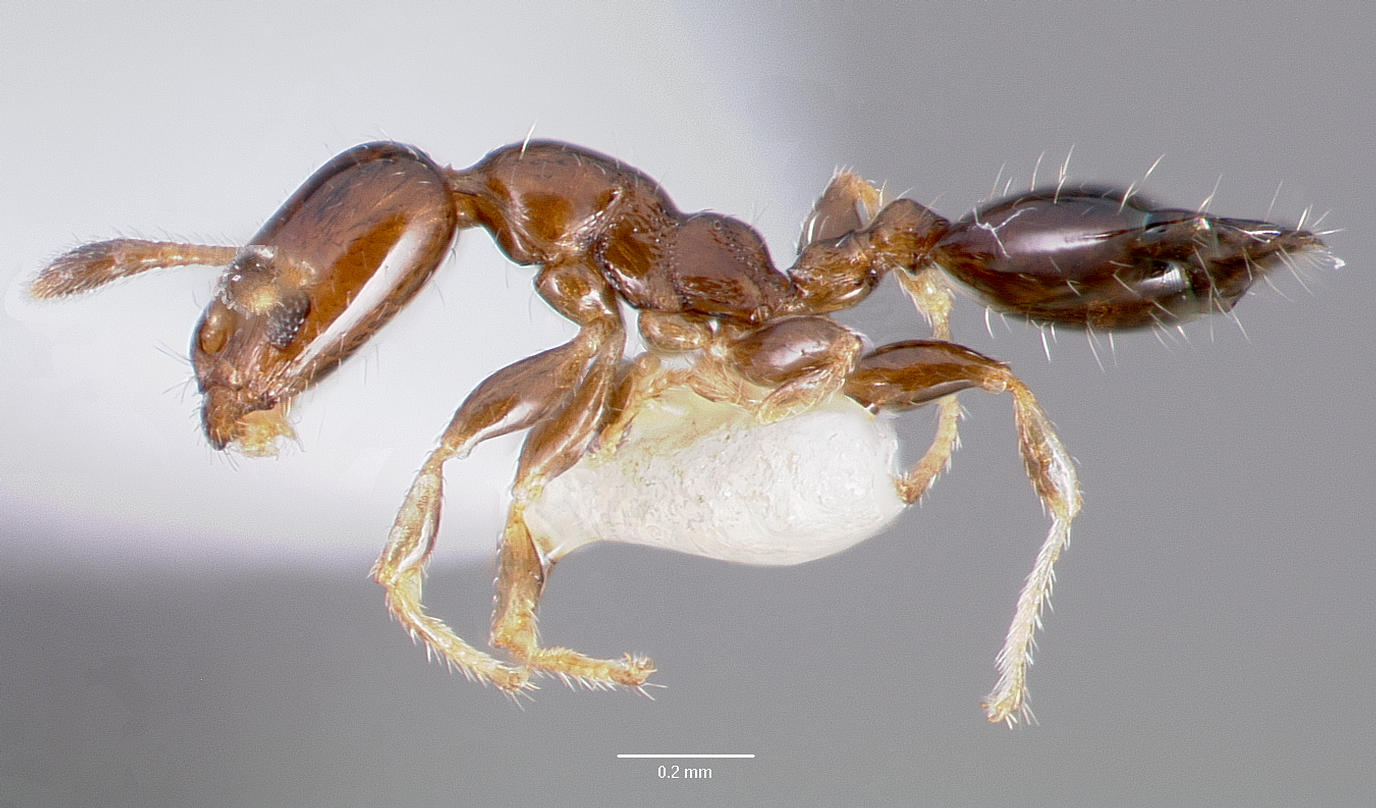
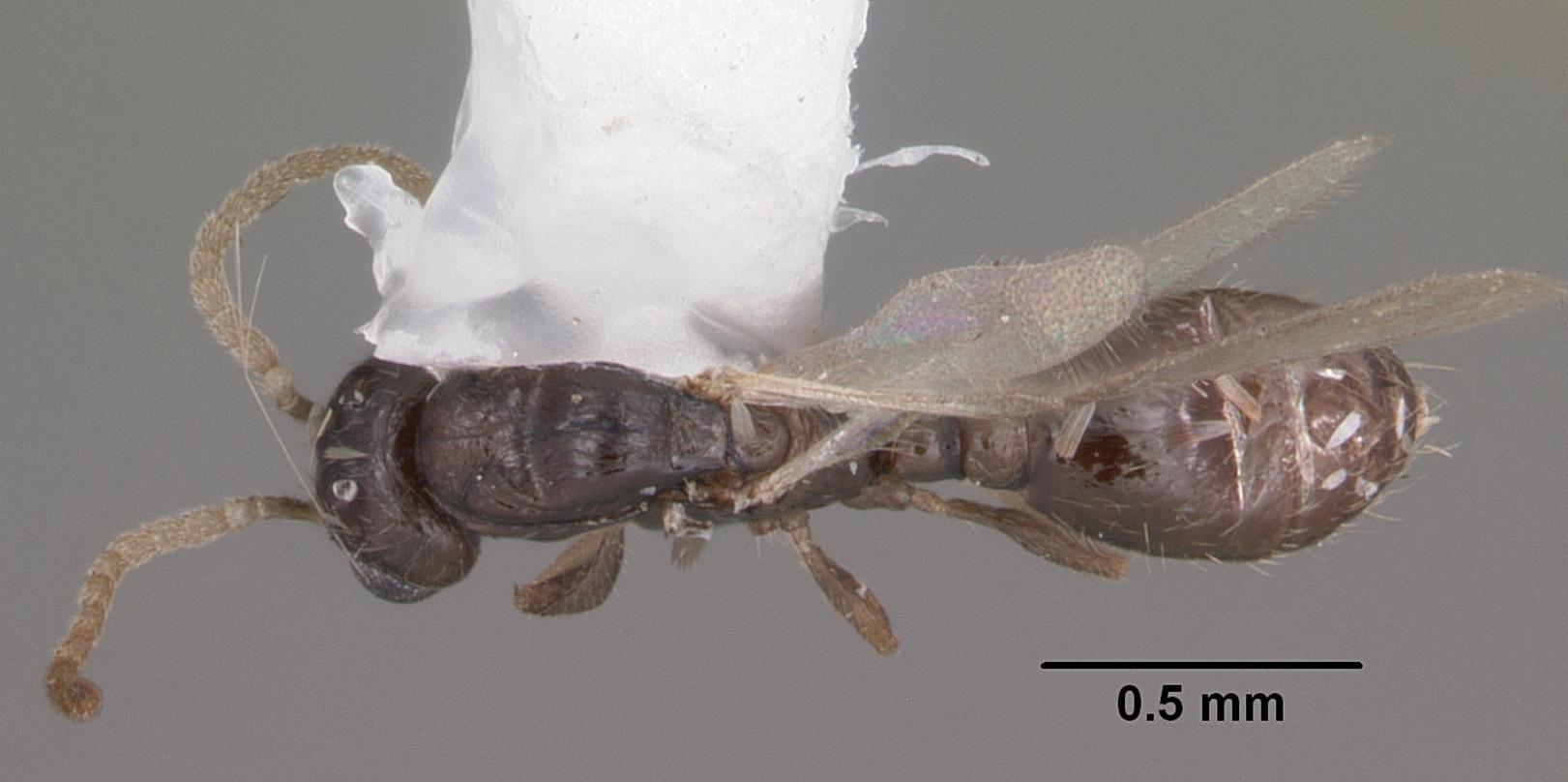
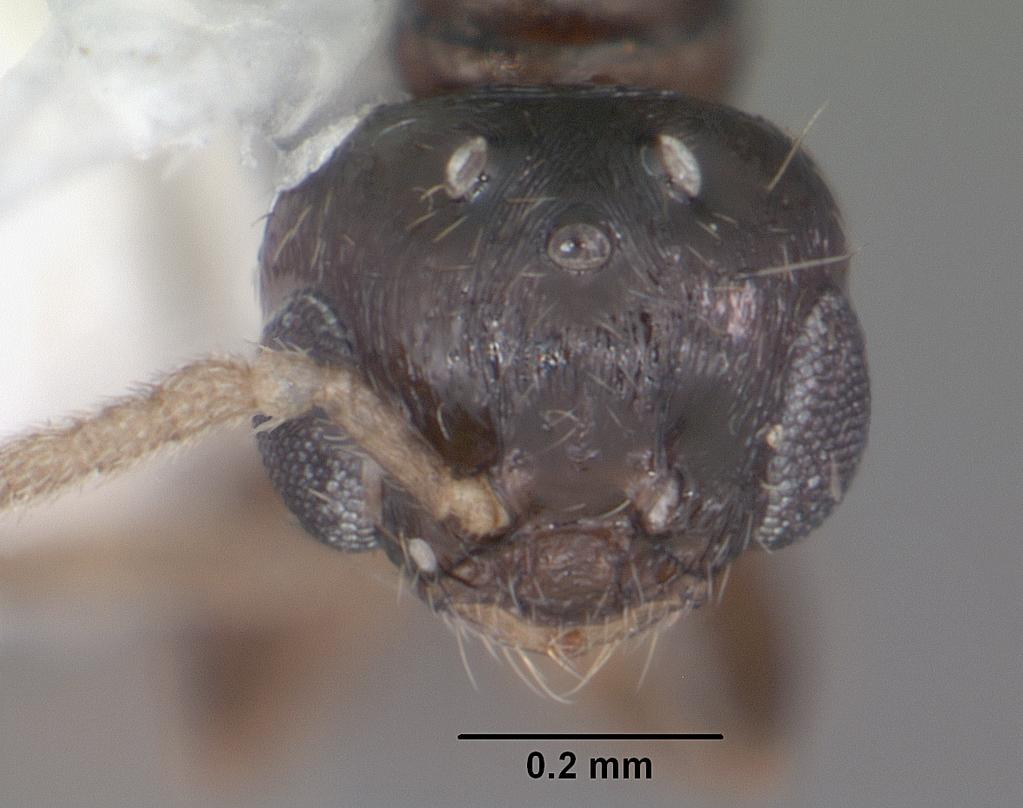